# DDR-Fußballmeisterschaft der Junioren 1960
Die DDR-Fußballmeisterschaft der Junioren 1960 war die 11. Auflage dieses Wettbewerbes, der vom Jugendausschuss der Sektion Fußball (DDR) durchgeführt wurde. Der Wettbewerb begann am 21. Mai 1960 mit der Vorrunde und endete am 16. Juli 1960 in Wittenberg mit dem Titelgewinn vom SC Dynamo Berlin nach einem 2:1 im Finale gegen den SC Aktivist Brieske-Senftenberg.

## Teilnehmende Mannschaften
An der DDR-Fußballmeisterschaft der Junioren (A-Jugend) für die Altersklasse (AK) 16–18 nahmen die Bezirksmeister der 14 Bezirke auf dem Gebiet der DDR sowie der Meister aus Ost-Berlin teil. Spielberechtigt waren Spieler bis zum 18. Lebensjahr (Stichtag: 1. September 1941 bis 31. August 1943).
Folgende Mannschaften qualifizierten sich für die DDR-Fußballmeisterschaft der Junioren:
| - Bezirk Rostock SC Empor Rostock - Bezirk Schwerin SG Dynamo Schwerin - Bezirk Neubrandenburg BSG Lokomotive Waren-Rethwisch - Bezirk Potsdam BSG Rotation Babelsberg - Ost-Berlin SC Dynamo Berlin | - Bezirk Frankfurt (Oder) BSG Lokomotive Frankfurt/Oder - Bezirk Magdeburg SC Aufbau Magdeburg - Bezirk Halle SC Fortschritt Weißenfels - Bezirk Leipzig SC Rotation Leipzig - Bezirk Cottbus SC Aktivist Brieske-Senftenberg | - Bezirk Dresden BSG Lokomotive Dresden - Bezirk Karl-Marx-Stadt SC Motor Karl-Marx-Stadt - Bezirk Erfurt BSG Motor Gotha - Bezirk Gera SC Motor Jena - Bezirk Suhl BSG Aktivist Kali Werra Tiefenort |

## Modus
Die Bezirksmeister wurden in der Vorrunde in sechs Staffeln aufgeteilt und spielten nach dem Modus „Jeder gegen Jeden“ die Teilnehmer für die Zwischenrunde aus. In dieser ermittelten die sechs Staffelsieger der Vorrunde in zwei Staffeln zu je drei Mannschaften in einer einfachen Runde die Finalteilnehmer.

## Vorrunde

### Staffel I
Spiele
| Datum                  |                                | Ergebnis |                                |
| ---------------------- | ------------------------------ | -------- | ------------------------------ |
| So 21. Mai, 14:00 Uhr  | SC Empor Rostock               | 0:5      | SC Dynamo Berlin               |
| So 29. Mai, 14:00 Uhr  | BSG Lokomotive Waren-Rethwisch | 2:3      | SC Empor Rostock               |
| So 12. Juni, 14:00 Uhr | SC Dynamo Berlin               | :        | BSG Lokomotive Waren-Rethwisch |

Abschlusstabelle
| Pl. | Mannschaft                     | Sp. | S | U | N | Tore    | Diff. | Punkte |
| --- | ------------------------------ | --- | - | - | - | ------- | ----- | ------ |
| 1.  | SC Dynamo Berlin               | 0   | 0 | 0 | 0 | 000:000 | ±0    | 0:0    |
| 2.  | SC Empor Rostock               | 2   | 1 | 0 | 1 | 003:700 | −4    | 02:20  |
| 3.  | BSG Lokomotive Waren-Rethwisch | 0   | 0 | 0 | 0 | 000:000 | ±0    | 0:0    |

### Staffel II
Spiele
| Datum                  |                         | Ergebnis |                         |
| ---------------------- | ----------------------- | -------- | ----------------------- |
| So 21. Mai, 14:00 Uhr  | SG Dynamo Schwerin      | 3:2      | BSG Rotation Babelsberg |
| So 29. Mai, 14:00 Uhr  | BSG Rotation Babelsberg | 4:0      | SC Aufbau Magdeburg     |
| So 12. Juni, 14:00 Uhr | SC Aufbau Magdeburg     | :        | SG Dynamo Schwerin      |

Abschlusstabelle
| Pl. | Mannschaft              | Sp. | S | U | N | Tore    | Diff. | Punkte |
| --- | ----------------------- | --- | - | - | - | ------- | ----- | ------ |
| 1.  | SG Dynamo Schwerin      | 0   | 0 | 0 | 0 | 000:000 | ±0    | 0:0    |
| 2.  | BSG Rotation Babelsberg | 2   | 1 | 0 | 1 | 006:300 | +3    | 02:20  |
| 3.  | SC Aufbau Magdeburg     | 0   | 0 | 0 | 0 | 000:000 | ±0    | 0:0    |

### Staffel III
Spiele
| Datum                 |                                 | Ergebnis |                                 |
| --------------------- | ------------------------------- | -------- | ------------------------------- |
| So 21. Mai, 14:00 Uhr | BSG Lokomotive Frankfurt/Oder   | 3:3      | SC Aktivist Brieske-Senftenberg |
| So 29. Mai, 14:00 Uhr | SC Aktivist Brieske-Senftenberg | 3:0      | BSG Lokomotive Frankfurt/Oder   |

Abschlusstabelle
| Pl. | Mannschaft                      | Sp. | S | U | N | Tore    | Diff. | Punkte |
| --- | ------------------------------- | --- | - | - | - | ------- | ----- | ------ |
| 1.  | SC Aktivist Brieske-Senftenberg | 2   | 1 | 1 | 0 | 006:300 | +3    | 03:10  |
| 2.  | BSG Lokomotive Frankfurt/Oder   | 2   | 0 | 1 | 1 | 003:600 | −3    | 01:30  |

### Staffel IV
Spiele
| Datum                 |                          | Ergebnis |                          |
| --------------------- | ------------------------ | -------- | ------------------------ |
| So 21. Mai, 14:00 Uhr | SC Motor Karl-Marx-Stadt | 4:2      | BSG Lokomotive Dresden   |
| So 29. Mai, 14:00 Uhr | BSG Lokomotive Dresden   | 2:2      | SC Motor Karl-Marx-Stadt |

Abschlusstabelle
| Pl. | Mannschaft               | Sp. | S | U | N | Tore    | Diff. | Punkte |
| --- | ------------------------ | --- | - | - | - | ------- | ----- | ------ |
| 1.  | SC Motor Karl-Marx-Stadt | 2   | 1 | 1 | 0 | 006:400 | +2    | 03:10  |
| 2.  | BSG Lokomotive Dresden   | 2   | 0 | 1 | 1 | 004:600 | −2    | 01:30  |

### Staffel V
Spiele
| Datum                 |                           | Ergebnis |                           |
| --------------------- | ------------------------- | -------- | ------------------------- |
| So 21. Mai, 14:00 Uhr | SC Rotation Leipzig       | 3:1      | SC Fortschritt Weißenfels |
| So 29. Mai, 14:00 Uhr | SC Fortschritt Weißenfels | 0:1      | SC Rotation Leipzig       |

Abschlusstabelle
| Pl. | Mannschaft                | Sp. | S | U | N | Tore    | Diff. | Punkte |
| --- | ------------------------- | --- | - | - | - | ------- | ----- | ------ |
| 1.  | SC Rotation Leipzig       | 2   | 2 | 0 | 0 | 004:100 | +3    | 04:0   |
| 2.  | SC Fortschritt Weißenfels | 2   | 0 | 0 | 2 | 001:400 | −3    | 0:40   |

### Staffel VI
Spiele
| Datum                  |                                   | Ergebnis |                                   |
| ---------------------- | --------------------------------- | -------- | --------------------------------- |
| So 21. Mai, 14:00 Uhr  | SC Motor Jena                     | 0:0      | BSG Motor Gotha                   |
| So 29. Mai, 14:00 Uhr  | BSG Motor Gotha                   | 4:1      | BSG Aktivist Kali Werra Tiefenort |
| So 12. Juni, 14:00 Uhr | BSG Aktivist Kali Werra Tiefenort | :        | SC Motor Jena                     |

Abschlusstabelle
| Pl. | Mannschaft                        | Sp. | S | U | N | Tore    | Diff. | Punkte |
| --- | --------------------------------- | --- | - | - | - | ------- | ----- | ------ |
| 1.  | BSG Motor Gotha                   | 2   | 1 | 1 | 0 | 004:100 | +3    | 03:10  |
| 2.  | SC Motor Jena                     | 0   | 0 | 0 | 0 | 000:000 | ±0    | 0:0    |
| 3.  | BSG Aktivist Kali Werra Tiefenort | 0   | 0 | 0 | 0 | 000:000 | ±0    | 0:0    |

## Zwischenrunde

### Staffel 1
Spiele
| Datum                  |                                 | Ergebnis |                                 |
| ---------------------- | ------------------------------- | -------- | ------------------------------- |
| So 19. Juni, 14:00 Uhr | SC Motor Karl-Marx-Stadt        | 1:1      | SC Aktivist Brieske-Senftenberg |
| So 26. Juni, 14:00 Uhr | SC Aktivist Brieske-Senftenberg | 10:20    | BSG Motor Gotha                 |
| So 03. Juli, 14:00 Uhr | BSG Motor Gotha                 | 2:2      | SC Motor Karl-Marx-Stadt        |

Abschlusstabelle
| Pl. | Mannschaft                      | Sp. | S | U | N | Tore    | Diff. | Punkte |
| --- | ------------------------------- | --- | - | - | - | ------- | ----- | ------ |
| 1.  | SC Aktivist Brieske-Senftenberg | 2   | 1 | 1 | 0 | 011:300 | +8    | 03:10  |
| 2.  | SC Motor Karl-Marx-Stadt        | 2   | 0 | 2 | 0 | 003:300 | ±0    | 02:20  |
| 3.  | BSG Motor Gotha                 | 2   | 0 | 1 | 1 | 004:120 | −8    | 01:30  |

### Staffel 2
Spiele
| Datum                  |                     | Ergebnis |                     |
| ---------------------- | ------------------- | -------- | ------------------- |
| So 19. Juni, 14:00 Uhr | SC Rotation Leipzig | 2:1      | SG Dynamo Schwerin  |
| So 26. Juni, 14:00 Uhr | SG Dynamo Schwerin  | 0:2      | SC Dynamo Berlin    |
| So 03. Juli, 14:00 Uhr | SC Dynamo Berlin    | 4:1      | SC Rotation Leipzig |

Abschlusstabelle
| Pl. | Mannschaft          | Sp. | S | U | N | Tore    | Diff. | Punkte |
| --- | ------------------- | --- | - | - | - | ------- | ----- | ------ |
| 1.  | SC Dynamo Berlin    | 2   | 2 | 0 | 0 | 006:100 | +5    | 04:0   |
| 2.  | SC Rotation Leipzig | 2   | 1 | 0 | 1 | 003:500 | −2    | 02:20  |
| 3.  | SG Dynamo Schwerin  | 2   | 0 | 0 | 2 | 001:400 | −3    | 0:40   |

## Finale
| Paarung                         | SC Aktivist Brieske-Senftenberg – SC Dynamo Berlin |
| Ergebnis                        | 1:2 (1:1) |
| Datum                           | Samstag, 16. Juli 1960 um 17:30 Uhr |
| Stadion                         | Stadion des Friedens, Wittenberg |
| Zuschauer                       | 2.000 |
| Schiedsrichter                  | Erwin Vetter (Schönebeck) |
| Tore                            | 0:1 Karschunke (3.) 1:1 Kurpat (37.) 1:2 Kunefke (49.) |
| SC Aktivist Brieske-Senftenberg | Tambor – Wittkowski, Peter Herzog, Hans-Joachim Prinz – Manfred Kupferschmied , Hölze – Dieter Umlauf, Leopold, Erich Prinz, Joachim Kurpat, Hausdorf Cheftrainer: Hermann Fischer |
| SC Dynamo Berlin                | Bendt – Dieter Stumpf, Völkel, Rolf Starost – Gerd Unglaube, Edmund Nebeling – Gerhard Kunefke, Bruhn (79. Paul), Udo Hoffmann, Riedel, Karschunke Cheftrainer: Erich Döbler       |
| Besonderheiten                  | Erich Prinz scheiterte mit einem Strafstoß an Bendt. |